# Arctornis marginata
Arctornis marginata är en fjärilsart som beskrevs av Moore 1883. Arctornis marginata ingår i släktet Arctornis och familjen tofsspinnare. Inga underarter finns listade i Catalogue of Life.